# Leioproctus morsus
Leioproctus morsus är en biart som först beskrevs av Cockerell 1907.  Leioproctus morsus ingår i släktet Leioproctus och familjen korttungebin. Inga underarter finns listade i Catalogue of Life.